# Louise Rogée
Louise Rogée, coneguda amb el cognom del seu espòs, von Holtei, (Viena, 1 de desembre de 1800 - Berlín, 28 de gener de 1825) va ser una cantant i actriu alemanya.
Nascuda fora de maridatge, de pares desconeguts, el 1808 l'actriu Christiane Dorothea Pedrillo la va acollir a Berlín i s'encarregà de la seva educació. Segons certes fonts, Pedrillo en seria la mare, i el comte d'Herberstein, el pare. En aquest medi, Louise des de molt jove començà a integrar-se en el món del teatre. Va començar una formació amb la cantatriu d'òpera Friederike Bethmann-Unzelmann (1760-1815). Va obtenir els seus primers papers el 1814 en les comèdies Jac Spleen i Welche ist die Braut?, al Teatre Reial de Berlín, que el 1820 va haver d'abandonar per raons de salut. En una carta a Johann Wolfgang von Goethe, el compositor Karl Friedrich Zelter (1758-1832) escriu: «Té una veu molt natural, fluida, graciosa, i és maca».
L'any següent, el 4 de febrer del 1821, es va casar amb l'escriptor i actor Karl von Holtei, que havia conegut al teatre privat del comte d'Herberstein a Grafenort (des del 1945 Gorzanów a Polònia). Des del maig 1821 va tornar al teatre a Breslau i va esdevenir aviat una de les actrius més populars de la seva època. El 1823 els von Holtei van deixar Breslau després d'un conflicte amb la direcció del teatre i van començar una gira pels teatres de Praga, Viena, Brünn, Berlín i Hamburg.
Louise va morir el 28 de gener del 1825, després d'una carrera exitosa però curta. Karl von Holtei va editar un llibre amb els poemes que els seus col·legues i amics van escriure per al seu funeral amb el títol que –traduït– seria Flors a la tomba de l'actriu Louise von Holtei, nascuda Rogée.